# Zippyshare
 (avril 2023).
Zippyshare, également appelé ZippyShare, est un ancien site web gratuit de partage de fichiers.

## Caractéristiques
Zippyshare permettait aux utilisateurs de télécharger un nombre illimité de fichiers d'une taille maximale de 500 Mo chacun. Aucune inscription n'était nécessaire pour charger ou télécharger des fichiers, et il n'y avait pas de limite au nombre de fois qu'un fichier pouvait être téléchargé. Toutefois, les fichiers étaient supprimés si 30 jours s'étaient écoulés sans qu'ils aient été téléchargés.

## Histoire
Zippyshare a été fondé en 2006. Selon TorrentFreak, Zippyshare a survécu à de nombreux sites web similaires, tels que RapidShare, Hotfile et Megaupload.
Zippyshare a été répertorié comme un marché notoire par le Bureau du représentant américain au commerce en 2015, le rapport écrivant que Zippyshare était « bien connu pour les téléchargements prétendument illégaux et la distribution de musique » et avertissant que le site web était connu pour installer des logiciels malveillants sur les ordinateurs des utilisateurs. Zippyshare a également été mentionné dans le rapport de la Recording Industry Association of America (RIAA) au Bureau du représentant américain au commerce en 2018, la RIAA recommandant que Zippyshare soit listé comme un marché notoire cette année-là également, décrivant en particulier que si le site web respectait les demandes de retrait, il n'y avait pas de mécanisme pour empêcher le rechargement de contenu illicite.
En mars 2019, l'accès à Zippyshare est bloqué pour les visiteurs du Royaume-Uni, avec l'affichage d'un message d'erreur HTTP 403. Aucune raison n'a été donnée pour ce blocage, et les raisons pour lesquelles Zippyshare a décidé de bloquer les utilisateurs britanniques ne sont pas claires. Zippyshare est devenu également indisponible en Allemagne en avril 2019 et en Espagne en juin 2019, également sans explication.
Le 19 mars 2023, l'administration du site fait part d'un message sur son blog expliquant que le site web allait être mis hors ligne à la fin du mois. L'administration déclare qu'elle ne pouvait plus assurer la maintenance du site. Elle explique également la fermeture par la baisse d'activité et de l'usage des bloqueurs de publicités. Zippyshare cesse ses activités le 31 mars 2023 et affiche désormais un message dirigeant les utilisateurs vers des services alternatifs.

## Accueil
Dans un article paru dans TechRadar en avril 2020, Mayank Sharma a attribué une note de 2/5 à Zippyshare. Sharma a écrit que l'absence d'option sans publicité et de paramètres de confidentialité pour le téléchargement limitait Zippyshare à être utile principalement pour le partage de fichiers sans importance qui sont trop volumineux pour être joints à un e-mail, contrairement à d'autres sites de partage de fichiers qui peuvent être utilisés pour la synchronisation de fichiers entre différents appareils. Sharma a également critiqué les publicités du site, qu'il considère comme un « obstacle majeur », d'autant plus qu'il n'existe pas d'option payante pour les supprimer, et a souligné que le site incluait des publicités pop-up.